# Чичинадзе, Анри
Анри Чичинадзе (груз. ანრი ჭიჭინაძე; род. 5 октября 1997, Кутаиси, Грузия) — грузинский футболист, защитник российского клуба «Оренбург».
Играл в чемпионате Грузии за «Торпедо» Кутаиси (сезоны 2015/16—2019, 2023), «Сабуртало» Тбилиси (2020) и «Дилу» Гори (2021—2022). Первую часть сезона 2023 провёл в клубе чемпионата Узбекистана «Турон» Яйпан. В декабре 2023 года перешёл в клуб Первой лиги России «Черноморец» Новороссийск.
5 июля 2025 года стал игроком «Оренбурга».
В еврокубках сыграл 5 матчей в Лиге Европы (2017/18, 2018/19, 2019/20, 2020/21) и 5 матчей в Лиге конференций (2022/23, 2023/24).
Привлекался в юношеские сборные Грузии. Также сыграл в двух неофициальных товарищеских матчах за национальную сборную Грузии.